# Melissoptila cnecomala
Melissoptila cnecomala är en biart som först beskrevs av Jesus Santiago Moure 1944.  Melissoptila cnecomala ingår i släktet Melissoptila och familjen långtungebin. Inga underarter finns listade i Catalogue of Life.